# Циперчі
Циперчі (груз. წიფერჩი) — село в Грузії.
За даними перепису населення 2014 року в селі проживає 242 особи.